# Subskrypcja (model płatności)
Subskrypcja (ang. subscription model) – model płatności za produkty i usługi będący formą pośrednią pomiędzy abonamentem a modelem przedpłaconym. 

## Charakterystyka
Subskrypcje od abonamentu odróżnia brak konsekwencji formalno–prawnych po zaprzestaniu w dowolnej chwili korzystania z usługi lub zakupu produktu, a od modelu przedpłaconego cykliczna opłata automatycznie pobierana z konta użytkownika na którą wyraża on jednorazowo zgodę.

## Modele subskrypcji
Wśród sklepów subskrypcyjnych można wyróżnić dwie formy: model discovery (odkrycie) oraz model convenience (udogodnienie). Forma discovery jest modelem odkrywczym. Klient decyduje się na zamówienie regularnej oferty danego usługodawcy znając jedynie jego ogólny profil usług i nie wiedząc dokładnie, jakie produkty zawierać będzie pojedyncze zamówienie. Model convenience opiera się na cyklicznym zamówieniu tego samego produktu lub usługi.

## Subskrypcyjna telefonia komórkowa w Polsce

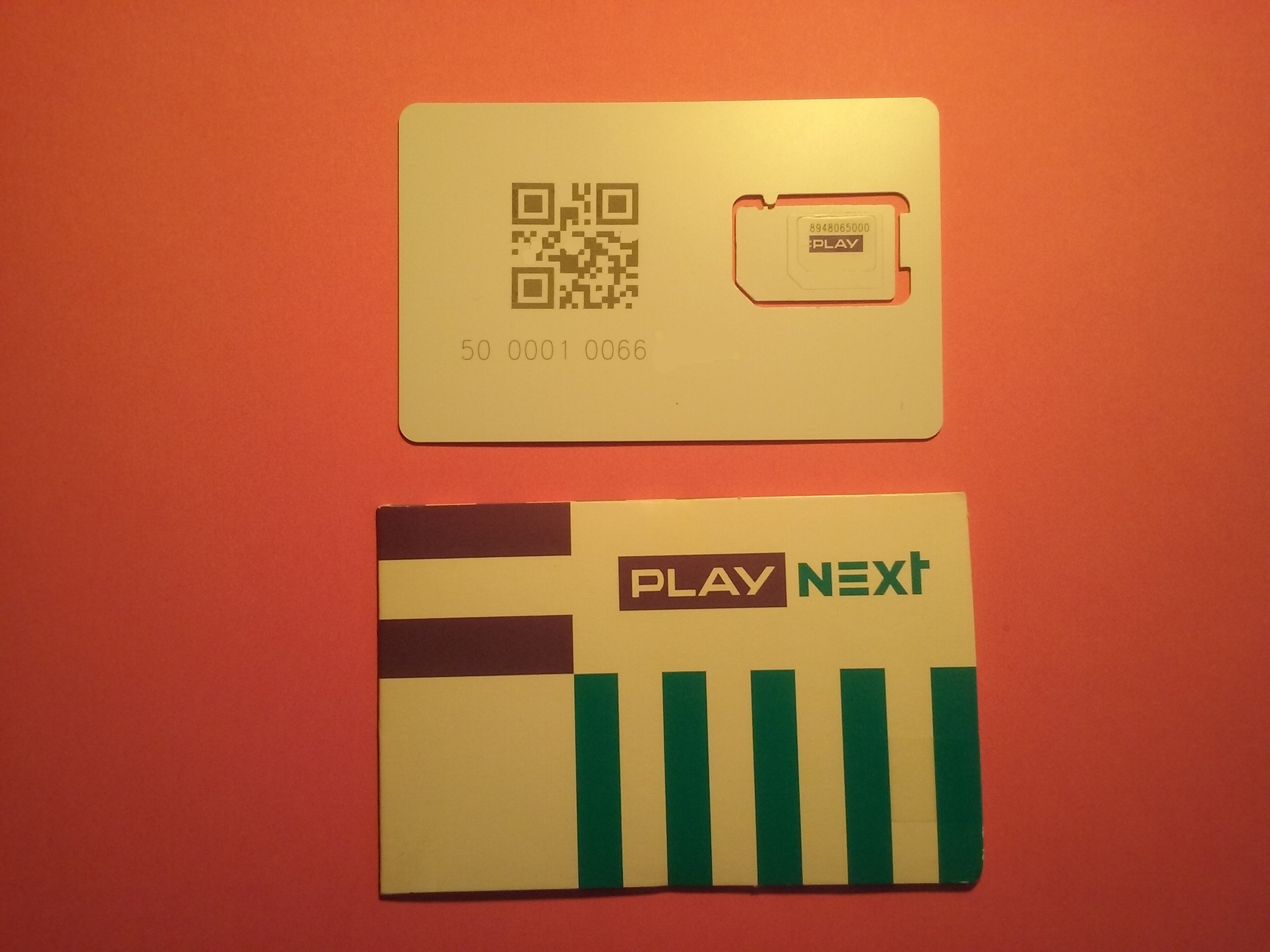
Karta SIM Play Next usługi telekomunikacyjnej opartej wyłącznie na subskrypcji

W Polsce dwóch z czterech infrastrukturalnych operatorów komórkowych świadczy usługi w modelu subskrypcyjnym. Pierwszy z nich, po testach usługi w pierwszym półroczu 2018 roku w ramach wirtualnej sieci  Folx (dedykowanej mieszkańcom aglomeracji miejskich), uruchomił ją na stałe pół roku później w ramach własnej oferty jako Play Next (obejmującej już całą Polskę). Niedługo potem, w maju 2019 roku Orange, uruchomił podobną usługę Orange Flex również działającą na zasadzie subskrypcji.

## W mediach
Najbardziej znanym przykładem wykorzystania subskrypcji w mediach jest Netflix. W Polsce odpłatność w tym modelu stosuje wydawnictwo Agora – wydawca m.in. Gazety Wyborczej i współwłaściciel radia Tok FM. Również wydawcy tygodników „Polityka” i „Newsweek Polska” w ostatnich latach zdecydowały się na uruchomienie subskrypcji. Wszystkie te media umożliwiają odpłatność zarówno przez podpięcie karty płatniczej jak również przez system płatności Pay Pal. Płacić subskrypcją można również treści prezentowane przez You Tube.